# حصار إيغر (1552)
وقع حصار إيغر خلال الحروب العثمانية في القرن السادس عشر في أوروبا. في عام 1552 قامت قوات الدولة العثمانية بقيادة قرة أحمد باشا بحصار قلعة إيغر الواقعة في الجزء الشمالي من مملكة المجر، لكن المدافعين بقيادة إستفان دوبو صدوا الهجمات ودافعوا عن القلعة. أصبح الحصار شعارًا للدفاع الوطني والبطولة الوطنية في المجر.